# Rachel Papo
Rachel Papo (* 1970 Columbus, Ohio) ist eine israelische Kunstfotografin und Bildjournalistin.

## Leben
Papo wuchs in Israel auf und begann bereits als Jugendliche, sich für Fotografie zu interessieren. Nach dem Abitur an einem Kunstgymnasium in Haifa leistete sie ihren zweijährigen Wehrdienst bei der Israelischen Luftwaffe, wo sie als Fotografin verwendet wurde. Von 1991 bis 1996 studierte sie Kunst an der Ohio State University und schloss als Bachelor of Fine Arts ab, um dann als Fotojournalistin zu arbeiten. Von 2002 bis 2005 studierte sie an der  School of Visual Arts und schloss dort als Master of Fine Arts ab. Danach arbeitete sie als freie Fotografin, unter anderem  für die New York Times und Maariv.
International bekannt wurde sie 2008 mit der Fotoserie Serial No. 3817131. Sie zeigt dort in kühlen Bildern den Alltag israelischer Soldatinnen. Der Titel ist ihre eigene Personenkennziffer als Wehrdienstleistende. Die Serie wurde in den USA, Deutschland, Israel, Spanien, Frankreich, Brasilien, Estland, China, sowie in der Türkei und der Schweiz veröffentlicht, unter anderem in der National Geographic. Für die Serie erhielt sie 2009 den International Photography Award in der Kategorie Deeper Perspective Photographer of the Year.
Papo lebt in Brooklyn.

## Ausstellungen (Auswahl)
- 2009:  Serial No. 3817131 and Deperately Perfect,  Einzelausstellung in der ClampArt Gallery, New York
- 2008:  Female Soldiers in Focus, Gruppenausstellung  im Tel Aviv Performing Arts Center, Israel.
- 2007: Einzelausstellung im Hebrew Union College Museum in New York City
- 2007: Art Chicago, Gruppenausstellung in der Paul Kopeikin Gallery, Chicago,
- 2007: AIPAD, The Photography Show 07, Gruppenausstellung in der Paul Kopeikin Gallery, New York
- 2007: Einzelausstellung im Photographic Center Northwest, Seattle
- 2007: Sugar and Spice and Everything Nice, Gruppenausstellung mit Gail Albert Halaban und Colby Katz im Art and Culture Center of Hollywood, Florida
- 2006: Serial No. 3817131 Einzelausstellung in der  Milton Weill Art Gallery New York
- 2006: Photo Vision Award, Gruppenausstellung im Photographic Center Northwest, Seattle
- 2006: Serial No. 3817131 Einzelausstellung Paul Kopeikin Gallery, Los Angeles
- 2006: Through a Jewish Woman’s Lens, Gruppenausstellung in der  aurie M. Tisch Gallery, New York
- 2006: AIPAD, The Photography Show 2006, Gruppenausstellung in der Paul Kopeikin Gallery, New York
- 2006: Photo L.A., Gruppenausstellung in der Paul Kopeikin Gallery, Los Angeles

Papos Bilder wurden unter anderem in die Dauersammlung des Museum of Contemporary Photography in Chicago und des Museum of Fine Arts in Houston, Texas aufgenommen.

## Auszeichnungen
- Santa Fe Prize for Photography (Finalistin)[1]
- New York Foundation for the Arts (Fellowship 2006)[1]
- International Photography Award (Kategorie Deeper Perspective Photographer of the Year, 2009)